# 1. ŽNL Karlovačka
1. ŽNL Karlovačka ši je stupanj nogometnih natjecanja u Hrvatskoj. Prvoplasirani klub iz ove lige igra kvalifikacije za ulazak u viši razred, 4. NL NS Zagreb, dok posljednjeplasirani klub ispada u 2. ŽNL Karlovačku. Klubovi koji nastupaju u ovoj ligi su s područja Karlovačke županije.

## Klubovi u sezoni 2021/2022
| Klub          | Mjesto         |
| ------------- | -------------- |
| NK Barilović  | Barilović      |
| NK Croatia 78 | Žakanje        |
| NK Draganić   | Draganići      |
| NK Ilovac     | Karlovac       |
| NK Korana     | Turanj         |
| NK Mladost    | Rečica         |
| NK Ogulin     | Ogulin         |
| NK Vatrogasac | Gornje Mekušje |
| NK Vojnić 95  | Vojnić         |
| NK Zrinski    | Ozalj          |

## Povijest

### Dosadašnji pobjednici
| Sezona           | Prvak                                  |
| ---------------- | -------------------------------------- |
| 1994./95.        | Zrinski Ozalj                          |
| 1995./96.        | Cetingrad                              |
| 1996./97.        | Dobra Sveti Petar                      |
| 1997./98.        | Vatrogasac Gornje Mekušje              |
| 1998./99.        | Duga Resa                              |
| 1999./2000.      | Slunj                                  |
| 2000./01.        | Ilovac Karlovac                        |
| 2001./02.        | Ogulin                                 |
| 2002./03.        | Ogulin                                 |
| 2003./04.        | Duga Resa                              |
| 2004./05.        | Ogulin                                 |
| 2005./06.        | Duga Resa                              |
| 2006./07.        | Vrlovka Kamanje                        |
| 2007./08.        | Ilovac Karlovac                        |
| 2008./09.        | Dobra Sveti Petar                      |
| 2009./10.        | Slunj                                  |
| 2010./11.        | Zrinski Ozalj                          |
| 2011./12.        | Duga Resa 1929                         |
| 2012./13.        | Zrinski Ozalj                          |
| 2013./14.        | Ogulin                                 |
| 2014./15.        | Zrinski Ozalj                          |
| 2015./16.        | Zrinski Ozalj                          |
| 2016./17.        | Slunj                                  |
| 2017./18.        | Ilovac Karlovac                        |
| 2018./19.        | Ogulin                                 |
| 2019./20. ↓19/20 | Slunj                                  |
| 2020./21.        | Duga Resa 1929                         |
| 2021./22.        | Vojnić '95                             |
| 2022./23.        | Vatrogasac (Gornje Mekušje – Karlovac) |

 Kategorija:1. ŽNL Karlovačka 

Kategorija:Sezone četvrtog ranga HNL-a 

Kategorija:Sezone petog ranga HNL-a 

Napomene: 

↑19/20  - u sezoni 2019./20. prvenstvo prekinuto nakon 13. kola zbog pandemije COVID-19 u svijetu i Hrvatskoj

## Vanjske poveznice
- Nogometni savez Karlovačke županije
- Karlovačka športska zajednica